# Analisi della correlazione canonica
In statistica, l'analisi della correlazione canonica (CCA nell'acronimo inglese) è un metodo per inferire informazioni da matrici di covarianza incrociata. Dati due vettori di variabili aleatorie {\textstyle X=(X_{1},\ldots ,X_{n})} e {\textstyle Y=(Y_{1},\ldots ,Y_{m})}  con correlazioni fra di esse, la CCA mira a trovare combinazioni lineari di {\displaystyle X} e {\displaystyle Y} che presentino la massima correlazione fra loro. Il metodo è stato proposto per primo da Harold Hotelling nel 1936, sebbene l'idea fosse presente già nel 1875 in una pubblicazione del matematico Camille Jordan.

## Definizione
Dati due vettori colonna {\displaystyle X=(x_{1},\dots ,x_{n})'} e {\displaystyle Y=(y_{1},\dots ,y_{m})'} di variabili aleatorie, si definisce la covarianza incrociata {\displaystyle \Sigma _{XY}=\operatorname {cov} (X,Y)} come matrice {\displaystyle n\times m} il cui elemento {\displaystyle (i,j)} è la covarianza {\displaystyle \operatorname {cov} (x_{i},y_{j})}. Nella pratica, si stima la matrice di covarianza in base a dati campionati da {\displaystyle X} e {\displaystyle Y} (ossia da una coppia di matrici di dati).
La CCA parte dalla ricerca dei vettori {\displaystyle a}  ({\displaystyle a\in \mathbb {R} ^{n}}) e {\displaystyle b} ({\displaystyle b\in \mathbb {R} ^{m}}) tali che le variabili aleatorie  {\displaystyle a^{T}X} e {\displaystyle b^{T}Y} massimizzino la correlazione {\displaystyle \rho =\operatorname {corr} (a^{T}X,b^{T}Y)}. Le variabili aleatorie {\displaystyle U=a^{T}X} e {\displaystyle V=b^{T}Y} costituiscono la prima coppia di variabili canoniche. Si cercano in seguito i vettori che massimizzano la stessa correlazione con il vincolo aggiuntivo di non essere correlati con la prima coppia di variabili canoniche; si definisce così la seconda coppia di variabili canoniche. 
Tale procedura può essere ripetuta fino a {\displaystyle \min\{m,n\}} volte.
{\displaystyle (a',b')={\underset {a,b}{\operatorname {argmax} }}\operatorname {corr} (a^{T}X,b^{T}Y)}